# Tsetsa (cràter)
Tsetsa és un cràter d'impacte en el planeta Venus de 9,9 km de diàmetre. Porta el nom d'un antropònim mordovià, i el seu nom va ser aprovat per la Unió Astronòmica Internacional el 1997.